# Pavel Kharin
Pour les articles homonymes, voir Kharine.
Pavel Kharin (en russe : Павел Петрович Харин, Pavel Petrovitch Kharin), né le 12 novembre 1927 à Leningrad et mort le 6 mars 2023, est un céiste soviétique. 
Il remporte la médaille d'or en C2 sur 10 000 m et la médaille d'argent en C2 sur 1 000 m lors des Jeux de Melbourne 1956 avec son compatriote Gratsian Botev. Vétéran de la Seconde Guerre mondiale, il est décoré de la médaille pour la Défense de Léningrad et de l'ordre de l'Insigne d'Honneur.

## Palmarès
- Champion olympique en C2 10 000m aux Jeux olympiques d'été de 1956 à Melbourne ( Australie)
- Médaillé d'argent en C2 1 000m aux Jeux olympiques d'été de 1956 à Melbourne ( Australie)